# الرؤية عند الأسماك

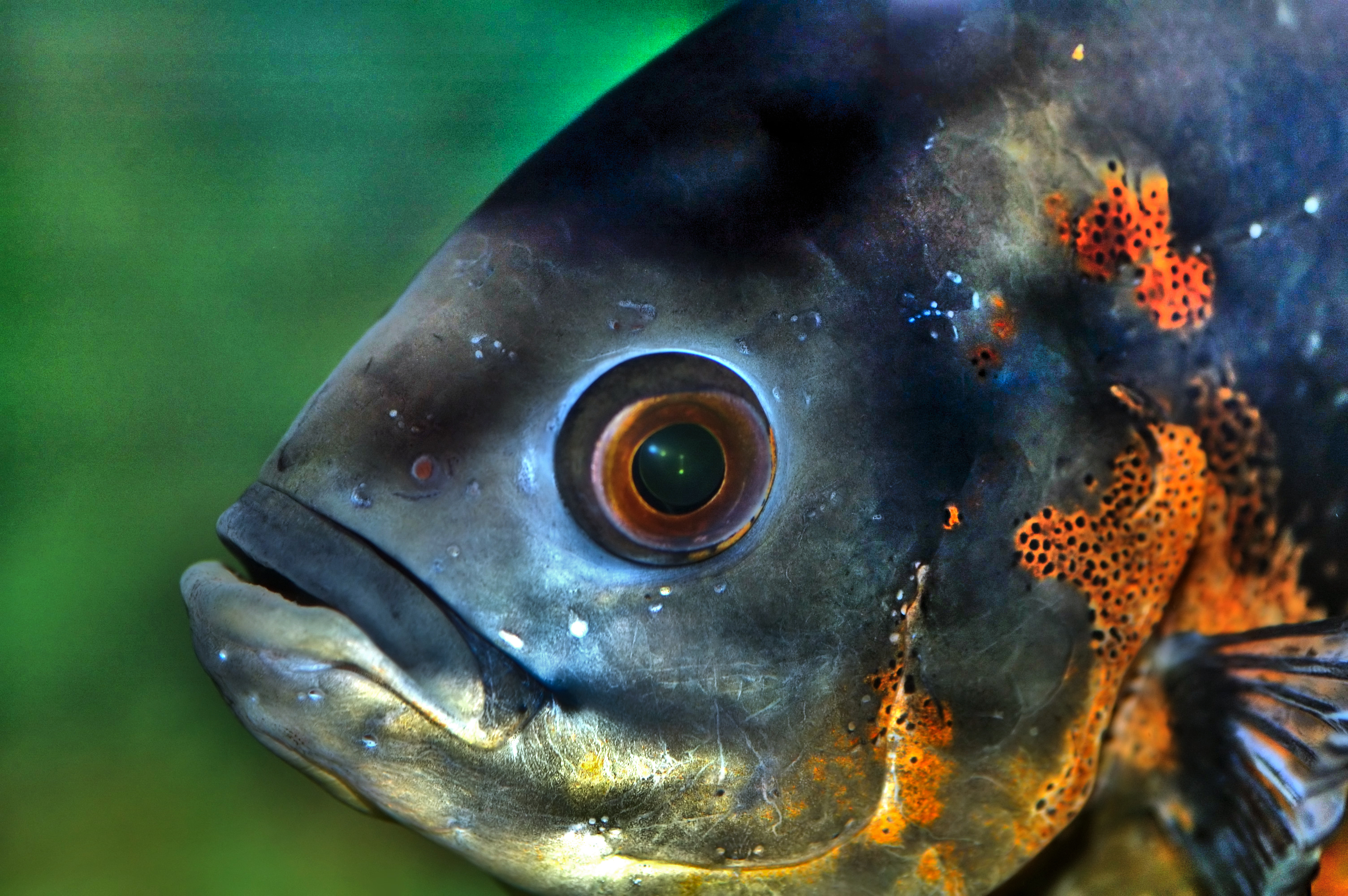

الرؤية هي جهاز حسي مهم لمعظم أنواع الأسماك. تشبه عيون الأسماك عيون الفقاريات الأرضية مثل الطيور والثدييات، ولكنها تحتوي على عدسة أكثر كروية. تقوم الطيور والثدييات (بما في ذلك البشر) عادة بضبط بؤرة العين عن طريق تغيير شكل العدسة، لكن الأسماك تقوم عادة بضبط البؤرة من خلال تقريب العدسة من شبكية العين أو أبعد منها. عادة ما تحتوي شبكية الأسماك على كل من الخلايا العصوية والخلايا المخروطية (من أجل الرؤية الليلية والنهارية)، ومعظم الأنواع لديها رؤية لونية. إذ أن بعض الأسماك يمكن أن ترى الأشعة فوق البنفسجية وبعضها حساس للضوء المستقطب.
وبين أسماك اللافكيات مثل الجلكيات، فإن الفريسة تتمتع بعيون متطورة، في حين أن الأسماك المخاطية ليس لها إلا على بقع عينية بدائية. ومن الواضح أن أسلاف الأسماك المخاطية الحديثة، التي يعتقد أنها الفقاريات بدائية، دُفِعت إلى مياه عميقة جدًا ومظلمة، حيث كانوا أقل عرضة للمفترسات البصيرة، وحيث يكون من المفيد أن تحظى ببقعة العين المحدبة، التي تجمع ضوءًا أكثر من تلك المسطحة أو المقعرة. تظهر رؤية الأسماك التكيف التطوري مع بيئتها البصرية، على سبيل المثال، الأسماك البحرية العميقة لها عيون مناسبة للبيئة المظلمة.

## الماء كبيئة بصرية
تعيش الأسماك والحيوانات المائية الأخرى في بيئة ضوئية مختلفة عن بيئة الأنواع الأرضية إذ يمتص الماء الضوء بحيث تنخفض كمية الضوء المتوفرة بسرعة مع زيادة العمق. كما تؤدي الخصائص البصرية للماء إلى امتصاص أطوال موجية مختلفة للضوء بدرجات مختلفة.
على سبيل المثال، يُمتص الضوء المرئي للأطوال الموجية الطويلة (مثل الأحمر والبرتقالي) في كمية أقل من الماء من ضوء الأطوال الموجية الأقصر (الأخضر والأزرق). ويمكن للضوء فوق البنفسجي (حتى الطول الموجي الأقصر من البنفسجي) أن يخترق أعمق من الأطياف البصرية إلى جانب هذه الخصائص العالمية للمياه، وقد تمتص مسطحات مختلفة من الماء الضوء بالأطوال الموجية المختلفة بسبب تفاوت الملح و/أو التواجد الكيميائي في الماء.

## الهيكل والوظيفة
تتشابه عيون الأسماك إلى حد كبير مع عيون الفقاريات الأخرى ــ وأبرزها رباعية الأطراف (مثل البرمائيات والزواحف والطيور والثدييات ــ والتي تطورت جميعها من أسلاف الأسماك). يدخل الضوء إلى العين عند القرنية، مرورًا عبر الحدقة للوصول إلى العدسة. يبدو أن معظم أنواع الأسماك لها حجم حدقة ثابت، ولكن صفيحيات الخياشيم الغضروفية (مثل أسماك القرش والشفنينيات) لها قزحية عضلية تسمح بتعديل قطر الحدقة. وقد يختلف شكل الحدقة فيكون على سبيل المثال دائري أو التي تشبه الشقوق.
تكون العدسات كروية في العادة ولكن يمكن أن تكون بيضوية قليلًا في بعض الأنواع. وتكون عدسات الأسماك أكثر كثافة وكروية بشكل عام. وتتسم عدسات الأسماك عامةً بأنها أكثر كثافة وكروية بالمقارنة مع الفقاريات الأرضية. في البيئة المائية لا يوجد اختلاف كبير في معامل الانكسار للقرنية والمياه المحيطة (مقارنة بالهواء على اليابسة) لذلك يجب على العدسة أن تفعل غالبية الانكسار. ونظرًا لوجود (تدرج معامل انكسار نشط داخل العدسة - تمامًا كما يتوقع المرء من النظرية البصرية) فإن العدسات الكروية للأسماك قادرة على تكوين صورًا حادة خالية من الزيغ البصري الكروي.
بمجرد مرور الضوء عبر العدسة، يُنقل عبر وسط سائل شفاف حتى يصل إلى الشبكية والذي يحتوي على مستقبلات ضوئية. ومثلها كمثل الفقاريات الأخرى، فإن مستقبلات الضوء موجودة على الطبقة الداخلية بحيث يجب أن يمر الضوء عبر طبقات من الخلايا العصبية الأخرى قبل أن يصل إليها. وتحتوي الشبكية على خلايا عصوية وخلايا مخروطية.

## شبكية العين
داخل شبكية العين توفر خلايا عصوية حساسية بصرية عالية (على حساب حدة البصر)، والتي تُستخدم في ظروف الإضاءة المنخفضة. توفر الخلايا المخروطية دقة مكانية وزمانية أعلى مما يمكن أن توفره العصوية، وتتيح إمكانية رؤية الألوان من خلال مقارنة الامتصاص عبر أنواع مختلفة من المخاريط التي تكون أكثر حساسية للأطوال الموجية المختلفة. تعتمد نسبة الخلايا العصوية إلى المخروطية على البيئة الطبيعية للأنواع السمكية المعنية، على سبيل المثال، تلك التي تنشط بشكل أساسي خلال النهار في المياه الصافية سيكون لديها مخاريط أكثر من تلك التي تعيش في بيئات منخفضة الإضاءة. وتعد رؤية الألوان أكثر فائدة في البيئات التي تتوفر فيها نطاق أوسع من الأطوال الموجية، على سبيل المثال، بالقرب من السطح في المياه الصافية وليس من المياه العميقة حيث لا يوجد سوى نطاق ضيق من الأطوال الموجية.
إن توزيع المستقبلات الضوئية عبر الشبكية ليس متجانسًا. إذ تحتوي بعض المناطق على كثافات أعلى للخلايا المخروطية، على سبيل المثال (انظر النقرة المركزية). قد يكون للأسماك منطقتان أو ثلاث مناطق متخصصة بحدة الإبصار العالية (على سبيل المثال، لالتقاط الفريسة) أو الحساسية (على سبيل المثال، من الضوء الخافت القادم من أسفل). كما قد يتغير توزيع المستقبلات الضوئية بمرور الوقت أثناء نمو الفرد. وهذا هو الحال بشكل خاص عندما ينتقل النوع عادة بين البيئات الضوئية المختلفة أثناء دورة حياته (على سبيل المثال، المياه الضحلة إلى المياه العميقة أو المياه العذبة إلى المحيط). أو عندما ترافق التغيرات في الطيف الغذائي نمو الأسماك كما هو الحال مع أسماك الأسقمري الجليدي في القطب الجنوبي.
تحتوي بعض الأنواع على بساط شفاف، وهي طبقة عاكسة تعكس الضوء الذي يمر عبر الشبكية مرة أخرى عبرها. وهذا يعزز الحساسية في ظروف الإضاءة المنخفضة، مثل الأنواع البحرية الليلية والتي تقطن أعماق البحار، من خلال إعطاء الفوتونات فرصة ثانية لالتقاط الصور بواسطة المستقبلات الضوئية. إلا أن ذلك يأتي على حساب تخفيض الدقة. بعض الأنواع قادرة على إيقاف بساطها الشفاف بشكل فعال في الظروف المشرقة، مع طبقة صبغية داكنة تغطيه حسب الحاجة.
تستخدم الشبكية كمية كبيرة من الأكسجين مقارنة بمعظم الأنسجة الأخرى، وهي مزودة بالدم المؤكسج الوفر لضمان الأداء الأمثل.
لدى البشر منعكس دهليزي عيني (حملقة)، وهو حركة منعكسة للعين تعمل على تثبيت الصور على الشبكية أثناء حركة الرأس من خلال إنتاج حركة عين في الاتجاه المعاكس لحركة الرأس، مما يحافظ على الصورة في وسط المجال المرئي. وبطريقة مماثلة، يكون للسمك منعكس دهليزي عيني يثبت الصور المرئية على الشبكية عند تحريك الأسماك ذيلها.

## التكيّف
التكيف هو العملية التي تقوم بها عين الفقاريات بضبط بؤرة العين على جسم ما أثناء تحركه عن قرب أو أبعد منه. في حين تحقق الطيور والثدييات تكيفها عن طريق تشويه عدسة عينيها، فإن الأسماك والبرمائيات عادة ما تضبط بؤرة عينها عن طريق تقريب العدسة أو إبعادها عن شبكية العين. وهي تستخدم عضلة خاصة تغير مسافة العدسة من الشبكية.
عند الأسماك العظيمة تسمى العضلات باسم عضلات العدسة الضامة وهي مريحة للرؤية قريبة، في حين أن الأسماك الغضروفية تسمى العضلات لديها بعضلات العدسة المنقلة وهي مريحة للرؤية البعيدة. وبالتالي فإن الأسماك العظمية تكيف الرؤية عن بعد عن طريق تحريك العدسة إلى مكان أقرب إلى الشبكية، في حين أن الأسماك الغضروفية تكيف الرؤية القريبة عن طريق تحريك العدسة أبعد من الشبكية.

## تثبيت الصور
هناك حاجة إلى بعض الآليات التي تعمل على تثبيت الصور أثناء حركات الرأس السريعة. ويتحقق ذلك من خلال المنعكس الدهليزي العيني، وهو حركة منعكسة للعين تعمل على تثبيت الصور على الشبكية عن طريق إنتاج حركات العين في الاتجاه المعاكس لحركات الرأس، مما يحافظ على الصورة في وسط المجال المرئي. على سبيل المثال، عندما يتحرك الرأس إلى اليمين، تتحرك العينين إلى اليسار، والعكس صحيح.
عند العديد من الحيوانات، بما في ذلك البشر، تعمل الأذن الداخلية كتناظرية بيولوجية لمقياس التسارع في أنظمة تثبيت الصورة بالكاميرا، لتثبيت الصورة عن طريق تحريك العينين. وعند اكتشاف دوران للرأس، تُرسل إشارة مثبطة إلى عضلات العين خارج الخلية على أحد الجانبين وإشارة استثارة للعضلات على الجانب الآخر. والنتيجة هي حركة تعويضية للعين. بينما تتأخر حركات العين البشرية النموذجية عن حركة الرأس بأقل من 10 مللي ثانية.
يوضح المخطط الموجود على اليمين دوائر المنعكس الدهليزي العيني الأفقي في الأسماك العظمية والغضروفية.
- تظهر (السمكة الذهبية) المنعكس الدهليزي العيني ثلاثي الخلايا العصبية والذي يربط القناة الهلالية الأفقية مع العصب المبعد المقابل في العين (ABD) والعصبونات الحركية للعضلة المستقيمة الوسطية المماثلة.
- وتظهر (السمكة المسطحة) أنه بعد إزاحة 90 درجة من الدهليز بالنسبة إلى المحور البصري (التحول)، تُنتج حركات العيون التعويضية عن طريق إعادة توجيه إشارات القناة الأفقية إلى الخلايا العصبية الرأسية والمائلة.
- عند القرش القناة الأفقية/ الخلايا العصبية من المرتبة الثانية ترتسم مع الخلايا العصبية المبعدة المقابلة والعصبونات الحركية للعضلة المستقيمة الوسطية MR بما في ذلك الخلايا العصبية للقشرة السمعية المماثلة. وتكون الدرجة الأولى 1° من الخلايا العصبية الدهليزية مع النواة الدهليزية الوحشية ATD.